# Wojna francusko-austriacka
Wojna francusko-austriacka – konflikt zbrojny toczący się w 1859 pomiędzy II Cesarstwem Francuskim i Królestwem Sardynii i Piemontu a Cesarstwem Austrii.

## Historia
W roku 1859 stojący na czele rządu piemonckiego Camillo Cavour zamierzał wypowiedzieć wojnę Austrii, co miało na celu wyparcie jej wpływów z Włoch i doprowadzenie do zjednoczenia pod rządami dynastii sabaudzkiej.
Jako sprzymierzeńca w tym przedsięwzięciu pozyskał on Napoleona III, zawierając z nim w czerwcu 1858 układ z Plombières, w którym uzgodniono wspólne działania przeciwko Austrii. Celem obu stron było wyparcie Austriaków z Włoch, założenie trzech państw na ziemiach Italii: Górnej Italii pod przewodnictwem sardyńsko-piemonckim, królestwa środkowych Włoch i Mediolanu oraz Sycylii. Pieczę nad całym państwem miał sprawować papież. Za pomoc w wojnie i przekazanie Lombardii Francja otrzymała od Królestwa Sardynii Niceę i Sabaudię. 
W odpowiedzi na ogłoszoną przez Piemont mobilizację Austriacy wystosowali 23 kwietnia 1859 ultimatum, żądające rozbrojenia armii piemonckiej. Żądania austriackie zostały przez Cavoura odrzucone, w związku z czym Franciszek Józef I wypowiedział Piemontowi wojnę. 29 kwietnia 1859 wojska austriackie przekroczyły granicę z Piemontem. W dwóch wielkich bitwach pod Magentą 4 czerwca 1859 oraz Solferino 24 czerwca 1859 Austriacy ponieśli klęski, co zmusiło ich do zawarcia zawieszenia broni w Villafranca 11 lipca 1859.
W wyniku zawartego porozumienia Austria zrzekła się na rzecz Napoleona III Lombardii, zatrzymując jednak Wenecję. Austria odmówiła bowiem cesji swojego terytorium na rzecz Wiktora Emanuela II, którego Franciszek Józef nazwał kieszonkowcem i złodziejem (Taschen- und Landräuber). Zawarty 10 listopada układ pokojowy w Zurychu potwierdził ustalenia zawarte w rozejmie z Villafranca.